# Николай (Доброхотов)
Епи́скоп Никола́й (в миру Ники́фор Васи́льевич Доброхо́тов; 4 [16] августа 1800, Орловская губерния — 21 октября [2 ноября] 1864, Трегуляевский Иоанно-Предтеченский монастырь, Тамбовская губерния) — епископ Русской православной церкви, епископ Тамбовский и Шацкий.

## Биография
Родился в 1800 году в семье диакона Орловской губернии.
В 1821 году окончил Орловскую духовную семинарию и определен учителем Севского духовного училища.
В 1825 году поступил в Киевскую духовную академию.
В 1827 году окончил курс Киевской духовной академии со степенью магистра и назначен профессором в Могилёвскую духовную семинарию.
В 1828 году пострижен в монашество и рукоположён во иеромонаха.
С 1829 года — профессор богословских наук и инспектор Санкт-Петербургской духовной семинарии.
С 1832 года — ректор Пензенской духовной семинарии и архимандрит Нижеломовского Казанского монастыря.
С 1835 года — ректор Ярославской духовной семинарии.
9 апреля 1836 года — архимандрит Ростовского Богоявленского монастыря.
5 июля 1837 года назначен ректором Санкт-Петербургской духовной академии.
27 апреля 1841 года хиротонисан во епископа Тамбовского и Шацкого.
В 1851 году вызван в Санкт-Петербург для присутствия в Святейшем Синоде.
Епископ Николай в 1849 и 1850 годах внёс предложение на рассмотрение духовенства об учреждении в Тамбове училища для девиц духовного звания и ходатайствовал в Святейшем Синоде об открытии этого училища в своем загородном архиерейском доме.
7 апреля 1857 года уволен на покой, согласно прошению, в Трегуляевский Предтечев монастырь Тамбовской епархии.
Скончался 21 октября 1864 года в Трегуляевском монастыре.